# Bad Company
Bad Company ist eine 1973 gegründete britische Rockband. Ihre größten Erfolge hatte die Band in den 70er- und 80er-Jahren. Zu ihren Hits gehörten die Songs Bad Company  und Can’t Get Enough von ihrem Debütalbum Bad Company. Aber auch Feel Like Makin’ Love, No Smoke Without a Fire, Burnin’ Sky und Shooting Star sind weithin bekannt.

## Geschichte
Die Band wurde von Paul Rodgers und Simon Kirke nach der Auflösung von Free und Mick Ralphs von Mott the Hoople gegründet. Hinzu kam noch Boz Burrell, der einige Jahre bei King Crimson gespielt hatte. Sie benannten sich angeblich nach dem in der Originalversion gleichnamigen Western In schlechter Gesellschaft von Robert Benton. Sänger Paul Rodgers erklärte jedoch, der Name sei von einem Bild in einer viktorianischen Moralfibel inspiriert worden, das er als Kind sah; es zeigt ein Kind, welches auf eine schäbige, zwielichtig herumhängende Gestalt schaut, wobei die Bildunterschrift lautet: „beware of bad company.“ Bis zur offiziellen Auflösung der Band 1983 erschienen mehrere erfolgreiche LPs. (Danach gründete Paul Rodgers mit Jimmy Page die Band The Firm.)
1986 entschieden sich Simon Kirke und Mick Ralphs, gemeinsam eine neue Band zu gründen, um wieder gemeinsam Musik zu machen. Sie gewannen Brian Howe als Sänger, der zuvor mit Ted Nugent das Album Penetration aufgenommen hatte. Weitere Mitglieder der noch unbenannten Band waren Gregg Dechert (Keyboard) und Steve Price (Bass). Nachdem die neu gegründete Formation das erste gemeinsame Album aufgenommen hatte, bot ihnen Atlantic-Records-Chef Ahmet Ertegun 800.000 Dollar für den Fall an, dass sie das Album unter dem Namen Bad Company veröffentlichen würden. Die Band stimmte zu und veröffentlichte Fame and Fortune im Oktober 1986. Das Album, das von Keith Olsen und Mick Jones produziert wurde, floppte, und erreichte nicht einmal die Top 100 der Billboard-Charts.
Dechert wurde in der Folge entlassen, die Band hatte sich entschieden, zukünftig weitestgehend auf Keyboards zu verzichten. 1988 veröffentlichte die Band das Album Dangerous Age, das Platz 58 der US-Charts erreichte. Zu Beginn des Jahres 1990 hatte Howe den Plan gefasst, ein Soloalbum zu veröffentlichen, weil er die mittlerweile aufgetretenen Spannungen innerhalb der Band so deutete, dass er möglicherweise gefeuert werden würde. Dies wurde ihm jedoch von Derek Shulman ausgeredet, der ihm riet, die dafür geschriebenen Songs für das nächste Bad-Company-Album einzubringen. Im Juni 1990 erschien Holy Water, das die Top 30 der Billboard-Charts erreichen konnte. Nach einem weiteren Album, das den 1992 Titel Here Comes Trouble erhielt, wurde noch das Livealbum What You Hear Is What You Get aufgenommen und 1994 veröffentlicht, anschließend stieg Howe aus.
Bad Company verpflichteten Robert Hart, mit dem sie die Alben Company of Stranges (1995) und Stories Told and Unhold aufnahmen. 1998 kehrte Paul Rodgers für eine Jubiläumstournee zurück.
Ab 2002 war die Band wieder aktiv. Paul Rodgers, Mick Ralphs and Simon Kirke traten im August 2008 im Florida’s Hard Rock in Hollywood auf. Im Februar 2010 wurde der Konzertmitschnitt als Album Hard Rock Live veröffentlicht. In dieser Formation gab es 2010 auch weitere Konzerte. Ein Mitschnitt des Konzerts am 11. April 2010 in London wurde 2011 unter dem Titel Live at Wembley als CD, DVD und Blu-ray veröffentlicht.
2016 erlitt Mick Ralphs einen Schlaganfall, von dem er sich nicht vollständig erholte. Das letzte Tour-Lineup der Band bestand aus Paul Rodgers, Howard Leese, Todd Ronning und Simon Kirke. Während Paul Rodgers 2019 bekräftigte, Interesse an weiteren Aktivitäten mit der Band zu haben, erklärte Simon Kirke 2019 die Band für aufgelöst; Mick Ralphs befände sich mittlerweile in einem Pflegeheim in England.
Das letzte Konzert von Bad Company fand im Oktober 2019 statt.

## Diskografie

### Studioalben
| Jahr | Titel                 | Höchstplatzierung, Gesamtwochen, AuszeichnungChartplatzierungen (Jahr, Titel, Platzierungen, Wochen, Auszeichnungen, Anmerkungen) | Höchstplatzierung, Gesamtwochen, AuszeichnungChartplatzierungen (Jahr, Titel, Platzierungen, Wochen, Auszeichnungen, Anmerkungen) | Höchstplatzierung, Gesamtwochen, AuszeichnungChartplatzierungen (Jahr, Titel, Platzierungen, Wochen, Auszeichnungen, Anmerkungen) | Anmerkungen                              |
| Jahr | Titel                 | DE | UK | US | Anmerkungen                              |
| ---- | --------------------- | --- | --- | --- | ---------------------------------------- |
| 1974 | Bad Company           | DE45 (1 Wo.)DE | UK3 Gold · (26 Wo.)UK | US1 ×5Fünffachplatin · (64 Wo.)US                                                                                                 | Erstveröffentlichung: 26. Juni 1974      |
| 1975 | Straight Shooter      | DE47 (1 Wo.)DE | UK3 Gold · (27 Wo.)UK | US3 ×3Dreifachplatin · (33 Wo.)US                                                                                                 | Erstveröffentlichung: 2. April 1975      |
| 1976 | Run with the Pack     | — | UK4 Gold · (12 Wo.)UK | US5 Platin · (28 Wo.)US | Erstveröffentlichung: 30. Januar 1976    |
| 1977 | Burnin’ Sky           | — | UK17 (8 Wo.)UK | US15 Gold · (24 Wo.)US | Erstveröffentlichung: 1977               |
| 1979 | Desolation Angels     | — | UK10 (9 Wo.)UK | US3 ×2Doppelplatin · (37 Wo.)US                                                                                                   | Erstveröffentlichung: 7. März 1979       |
| 1982 | Rough Diamonds        | DE61 (2 Wo.)DE | UK15 (6 Wo.)UK | US26 (18 Wo.)US | Erstveröffentlichung: August 1982        |
| 1986 | Fame and Fortune      | — | — | US106 (9 Wo.)US | Erstveröffentlichung: 1986               |
| 1988 | Dangerous Age         | — | — | US58 Gold · (40 Wo.)US | Erstveröffentlichung: 15. August 1988    |
| 1990 | Holy Water            | — | — | US35 Platin · (75 Wo.)US | Erstveröffentlichung: 12. Juni 1990      |
| 1992 | Here Comes Trouble    | — | — | US40 Gold · (20 Wo.)US | Erstveröffentlichung: 22. September 1992 |
| 1995 | Company of Strangers  | — | — | US159 (3 Wo.)US | Erstveröffentlichung: 1995               |
| 1996 | Stories Told & Untold | — | — | — | Erstveröffentlichung: 1996               |

### Livealben
| Jahr | Titel                       | Höchstplatzierung, Gesamtwochen, AuszeichnungChartplatzierungen (Jahr, Titel, Platzierungen, Wochen, Auszeichnungen, Anmerkungen) | Höchstplatzierung, Gesamtwochen, AuszeichnungChartplatzierungen (Jahr, Titel, Platzierungen, Wochen, Auszeichnungen, Anmerkungen) | Höchstplatzierung, Gesamtwochen, AuszeichnungChartplatzierungen (Jahr, Titel, Platzierungen, Wochen, Auszeichnungen, Anmerkungen) | Anmerkungen                          |
| Jahr | Titel                       | DE | UK | US | Anmerkungen                          |
| ---- | --------------------------- | --- | --- | --- | ------------------------------------ |
| 2016 | Live in Concert 1977 & 1979 | DE85 (1 Wo.)DE | UK74 (1 Wo.)UK | US166 (1 Wo.)US | Erstveröffentlichung: 29. April 2016 |

Weitere Livealben
- 1993: The Best of Bad Company Live
- 2002: In Concert: Merchants of Cool
- 2006: Live in Albuquerque 1976
- 2010: Hard Rock Live
- 2011: Live at Wembley
- 2020: Unplugged at the Hall of Fame

### Kompilationen
| Jahr | Titel                            | Höchstplatzierung, Gesamtwochen, AuszeichnungChartplatzierungen (Jahr, Titel, Platzierungen, Wochen, Auszeichnungen, Anmerkungen) | Höchstplatzierung, Gesamtwochen, AuszeichnungChartplatzierungen (Jahr, Titel, Platzierungen, Wochen, Auszeichnungen, Anmerkungen) | Höchstplatzierung, Gesamtwochen, AuszeichnungChartplatzierungen (Jahr, Titel, Platzierungen, Wochen, Auszeichnungen, Anmerkungen) | Anmerkungen                         |
| Jahr | Titel                            | DE | UK | US | Anmerkungen                         |
| ---- | -------------------------------- | --- | --- | --- | ----------------------------------- |
| 1985 | 10 from 6                        | — | UK— GoldUK | US137 ×2Doppelplatin · (14 Wo.)US                                                                                                 | Erstveröffentlichung: 1985          |
| 1999 | The ’Original’ Bad Co. Anthology | — | UK— SilberUK | US189 (1 Wo.)US | Erstveröffentlichung: 1999          |
| 2010 | The Very Best Of                 | — | UK10 Gold · (14 Wo.)UK | — | Erstveröffentlichung: 2010 mit Free |
| 2011 | Extended Versions                | — | — | US82 (25 Wo.)US | Erstveröffentlichung: 2011          |

Weitere Kompilationen
- 2015: Rock ’n’ Roll Fantasy: The Very Best of Bad Company
- 2018: An Introduction to Bad Company
- 2020: Desolation Angels (40th Anniversary Edition)

### Singles
| Jahr | Titel Album                              | Höchstplatzierung, Gesamtwochen, AuszeichnungChartplatzierungen (Jahr, Titel, Album, Platzierungen, Wochen, Auszeichnungen, Anmerkungen) | Höchstplatzierung, Gesamtwochen, AuszeichnungChartplatzierungen (Jahr, Titel, Album, Platzierungen, Wochen, Auszeichnungen, Anmerkungen) | Höchstplatzierung, Gesamtwochen, AuszeichnungChartplatzierungen (Jahr, Titel, Album, Platzierungen, Wochen, Auszeichnungen, Anmerkungen) | Anmerkungen |
| Jahr | Titel Album                              | DE | UK | US | Anmerkungen |
| ---- | ---------------------------------------- | --- | --- | --- | ----------- |
| 1974 | Can’t Get Enough Bad Company             | — | UK15 (8 Wo.)UK | US5 (15 Wo.)US |             |
| 1974 | Movin’ On Bad Company                    | — | — | US19 (10 Wo.)US |             |
| 1975 | Good Lovin’ Gone Bad Straight Shooter    | — | UK31 (6 Wo.)UK | US36 (8 Wo.)US |             |
| 1975 | Feel Like Makin’ Love Straight Shooter   | — | UK20 (9 Wo.)UK | US10 (15 Wo.)US |             |
| 1976 | Young Blood Run with the Pack            | — | — | US20 (13 Wo.)US |             |
| 1976 | Honey Child Run with the Pack            | — | — | US59 (6 Wo.)US |             |
| 1977 | Burnin’ Sky                              | — | — | US78 (4 Wo.)US |             |
| 1979 | Rock ’n’ Roll Fantasy Desolation Angels  | — | — | US13 Gold · (20 Wo.)US |             |
| 1979 | Gone, Gone, Gone Desolation Angels       | — | — | US56 (6 Wo.)US |             |
| 1982 | Electricland Rough Diamonds              | — | — | US74 (4 Wo.)US |             |
| 1986 | This Love Fame and Fortune               | — | — | US85 (5 Wo.)US |             |
| 1988 | Shake It Up Dangerous Age                | — | — | US82 (8 Wo.)US |             |
| 1990 | Holy Water                               | — | — | US89 (6 Wo.)US |             |
| 1990 | If You Needed Somebody Holy Water        | — | — | US16 (24 Wo.)US |             |
| 1991 | Walk Through Fire Holy Water             | — | — | US28 (17 Wo.)US |             |
| 1992 | How About That Here Comes Trouble        | — | — | US38 (13 Wo.)US |             |
| 1992 | This Could Be the One Here Comes Trouble | — | — | US87 (8 Wo.)US |             |

Weitere Singles
- 1974: Bad Company
- 1975: Run with the Pack
- 1977: Everything I Need
- 1986: That Girl
- 1986: Fame and Fortune
- 1989: No Smoke Without a Fire
- 1999: Hey Hey
- 1999: Hammer of Love

### Videoalben
| Jahr | Titel             | Höchstplatzierung, Gesamtwochen, AuszeichnungChartplatzierungen (Jahr, Titel, Platzierungen, Wochen, Auszeichnungen, Anmerkungen) | Höchstplatzierung, Gesamtwochen, AuszeichnungChartplatzierungen (Jahr, Titel, Platzierungen, Wochen, Auszeichnungen, Anmerkungen) | Höchstplatzierung, Gesamtwochen, AuszeichnungChartplatzierungen (Jahr, Titel, Platzierungen, Wochen, Auszeichnungen, Anmerkungen) | Anmerkungen                           |
| Jahr | Titel             | DE | UK | US | Anmerkungen                           |
| ---- | ----------------- | --- | --- | --- | ------------------------------------- |
| 2011 | Live at Wembley   | — | UK5 (53 Wo.)UK | — | DVD/Blu-Ray                           |
| 2018 | Live At Red Rocks | — | UK48 (1 Wo.)UK | — | Erstveröffentlichung: 19. Januar 2018 |

Weitere Videoalben
- 2002: Merchants of Cool (In Concert) (UK: Gold, US: Gold)
- 2005: Inside Bad Company 1974–1982
- 2010: Hard Rock Live (als Teil der „Special Edition“ der gleichnamigen CD und als Blu-ray-Disc)

## Auszeichnungen für Musikverkäufe
| Goldene Schallplatte - Kanada - 1977: für das Album Straight Shooter - 1991: für das Album Holy Water - 1993: für das Album Here Comes Trouble |

Anmerkung: Auszeichnungen in Ländern aus den Charttabellen bzw. Chartboxen sind in ebendiesen zu finden.
| Land/RegionAuszeichnungen für Musikverkäufe (Land/Region, Auszeichnungen, Verkäufe, Quellen) | Silber  | Gold       | Platin       | Verkäufe   | Quellen         |
| -------------------------------------------------------------------------------------------- | ------- | ---------- | ------------ | ---------- | --------------- |
| Kanada (MC)                                                                                  | —       | 3× Gold3   | —            | 150.000    | musiccanada.com |
| Vereinigte Staaten (RIAA)                                                                    | —       | 5× Gold5   | 14× Platin14 | 16.550.000 | riaa.com        |
| Vereinigtes Königreich (BPI)                                                                 | Silber1 | 6× Gold6   | —            | 585.000    | bpi.co.uk       |
| Insgesamt                                                                                    | Silber1 | 14× Gold14 | 14× Platin14 |            |                 |